# Facultad de Bellas Artes de Pontevedra
La Facultad de Bellas Artes de Pontevedra es un centro universitario fundado en 1990 en la ciudad española de Pontevedra y con sede en el centro de la ciudad, en el antiguo cuartel neoclásico de San Fernando. Es la única facultad de Bellas Artes de Galicia y del noroeste de España.
La facultad pertenece al Campus Universitario de Pontevedra, integrado en el Sistema Universitario de Galicia y dependiente de la Universidad de Vigo. Oferta estudios artísticos de grado, posgrado y doctorado.

## Localización
La facultad está ubicada en el número 2 de la Calle de la Maestranza en Pontevedra, delante de los Jardines del Doctor Marescot, muy cerca de la Alameda de Pontevedra y de la plaza de España.

## Historia
En los años ochenta del siglo XX, varios profesores de dibujo encabezados por el catedrático José Roselló Valle, así como políticos de la época, como el responsable de cultura de la Diputación de Pontevedra, Adriano Marques, lucharon e hicieron múltiples gestiones y trámites para que la ciudad contase con una Facultad de Bellas Artes dentro del proyecto de creación de la futura universidad en la que se integrarían los estudios universitarios de la ciudad, que se iba a denominar inicialmente Universidad de Galicia Sur.
La Facultad de Bellas Artes de Pontevedra fue creada en 1990 por el Decreto 416/1990, de 31 de julio, de la Consejería de Educación y Ordenación Universitaria de Galicia, en su artículo 14. El primer plan de estudios fue aprobado el 9 de julio de 1990 y en él se adoptó el plan de estudios de la Universidad de Salamanca para la Facultad de Pontevedra, publicado para el primer y segundo ciclo del plan de estudios en los Boletines Oficiales del Estado de 20 de julio de 1983 y 17 de marzo de 1987 respectivamente.
Durante los cuatro primeros años, la Facultad de Bellas Artes estuvo instalada provisionalmente en el edificio del antiguo Hospicio Provincial de la calle Sierra, con cierta precariedad de medios materiales y de espacio.
El 15 de diciembre de 1994, la Facultad comenzó su traslado a su ubicación actual, el edificio del antiguo Cuartel de San Fernando, en el centro de la ciudad, tras un proyecto de adquisición y rehabilitación del edificio: diferentes consejerías de la Junta de Galicia y el Ayuntamiento de Pontevedra aportaron el dinero para la compra del edificio y la Diputación de Pontevedra financió las obras de rehabilitación.  Según el alcalde de la época, Javier Cobián, el proyecto total costó 2.000 millones de pesetas.
Desde sus inicios, hubo una gran interacción entre los estudiantes de la facultad y la ciudad de Pontevedra, con instalaciones, performances y exposición de obras de arte en las calles.
El patrón de la facultad es San Ero y la facultad celebra su festividad en mayo.

## Titulaciones

### Estudios de grado
- Grado en Bellas Artes.

### Estudios de máster
- Máster en Creación Artística y Contemporánea (a partir del curso académico 2025-26).[15][16]
- Máster Universitario en Diseño y Dirección Creativa en Moda (hasta el curso académico 2022-2023).[17]

### Estudios de doctorado
- Doctorado en Creación e Investigación en Arte Contemporáneo.[18]

## Instalaciones
El gran edificio que alberga la facultad es el antiguo Cuartel de San Fernando, de estilo neoclásico, obra del arquitecto Bonifacio Menéndez Conde, construido entre 1906 y 1909 y reformado en 1994 por el arquitecto César Portela Fernández-Jardón para convertirlo en sede de la facultad y de la  Escuela Superior de Restauración y albergar los estudios de Bellas Artes y de Restauración de Bienes Culturales.
La facultad cuenta con una sala de exposiciones, la Sala X, situada a la entrada del edificio.
La biblioteca de la facultad cuenta con 55 títulos de publicaciones periódicas y más de 10.000 volúmenes y dispone de 108 puestos de lectura.
La facultad también dispone de talleres polivalentes, equipados con herramientas manuales y máquinas específicas (talleres de metal, madera, cerámica, plástico y otros materiales).
También hay un laboratorio audiovisual, otros laboratorios de técnicas gráficas (calcografía) y fotografía y un aula de informática (para tratamiento digital y 3D de imágenes y tratamiento fotográfico digital).

## Organización
Desde su fundación los decanos de la facultad han sido:
- 1990 : Juan Fernando de Laiglesia González de Peredo
- 1994 : José Chavete Rodríguez
- 1999 : Jesús Hernández Sánchez
- 2006 : Ignacio Barcia Rodríguez
- 2011 : Juan Carlos Meana Martínez
- 2015 : Silvia García González
- 2019 : Xosé Manuel Buxán Bran

## Profesores ilustres
- Manuel R. Moldes
- Fernando Casás Estarque

## Alumnos ilustres
- Kiko da Silva
- Alberto Gracia
- Carme Nogueira
- Blanca Rodríguez Millán
- María Ruido

## Galería

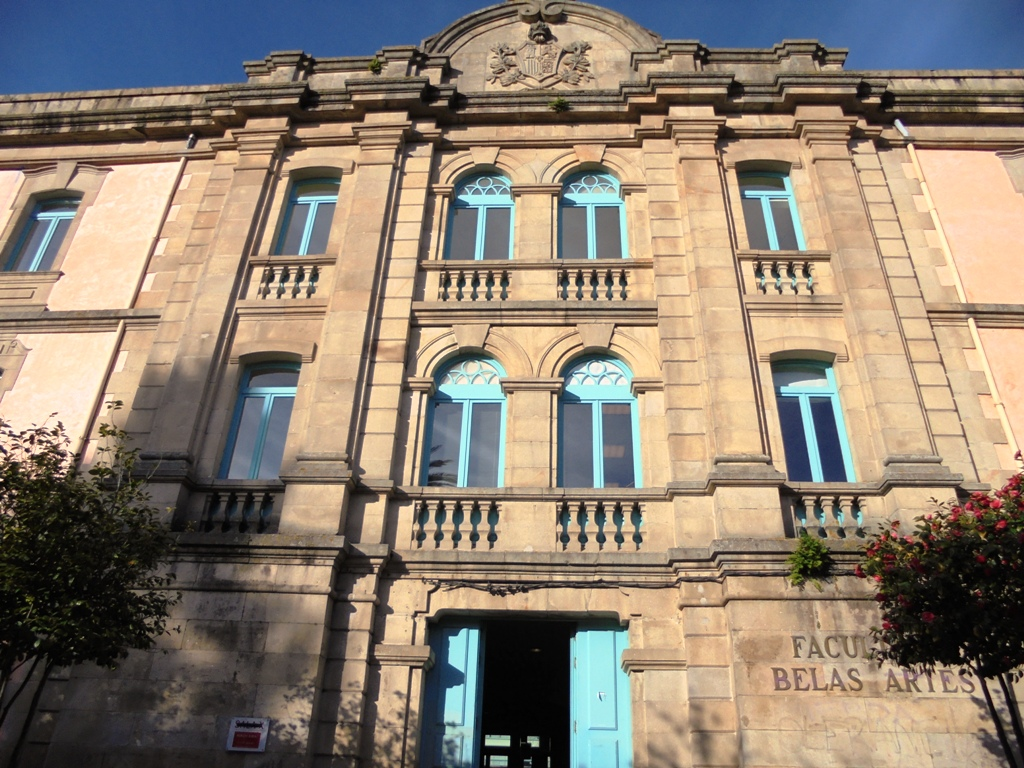
Entrada de la facultad
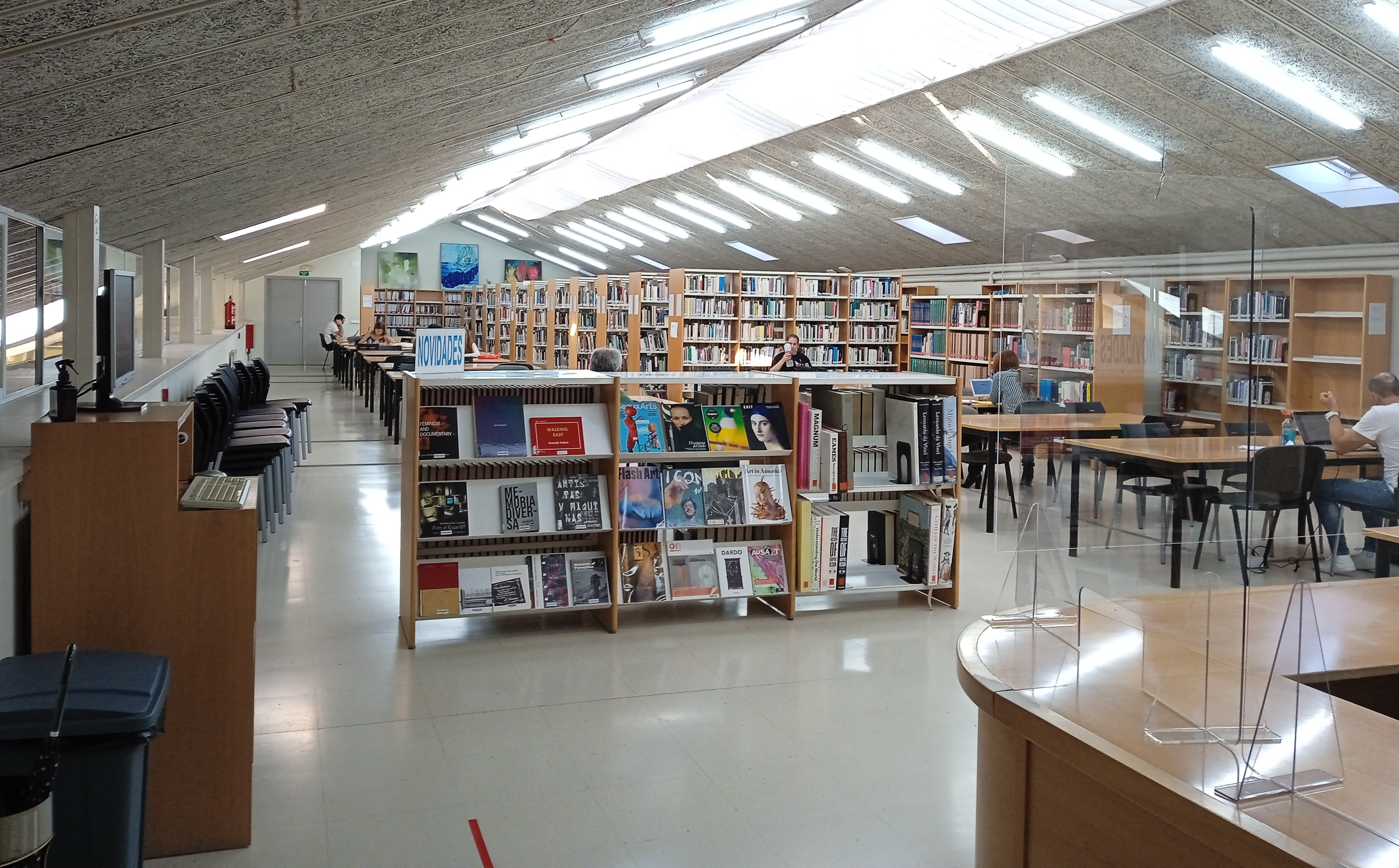
Biblioteca en el ático
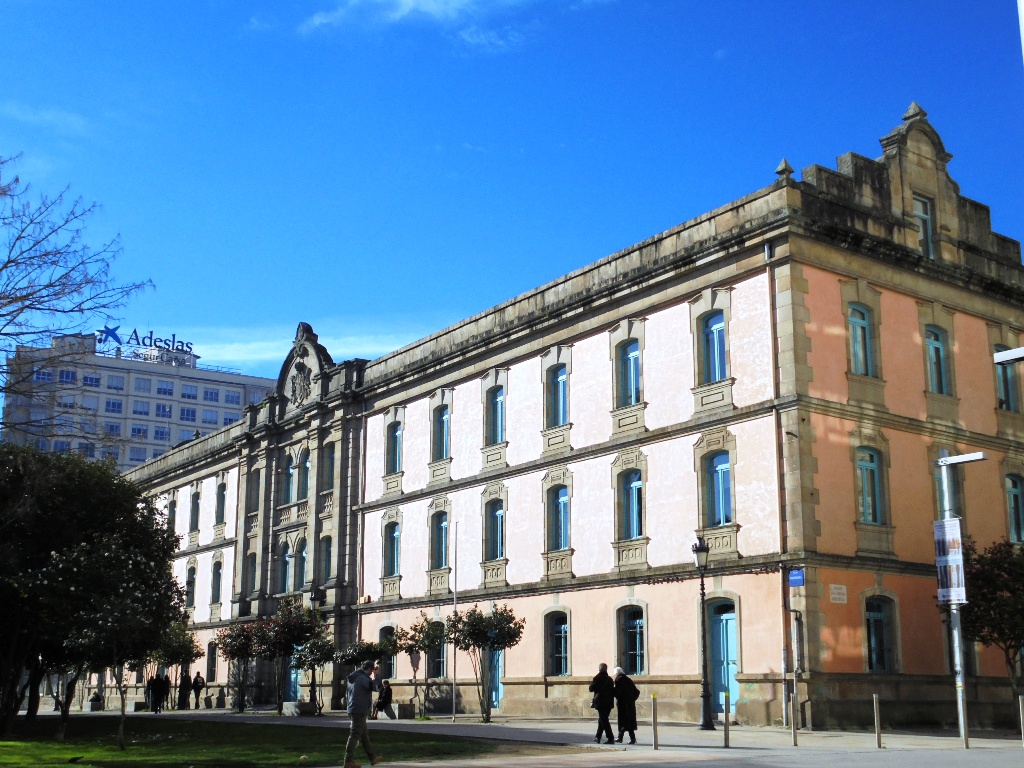
Fachadas este y sur de la facultad
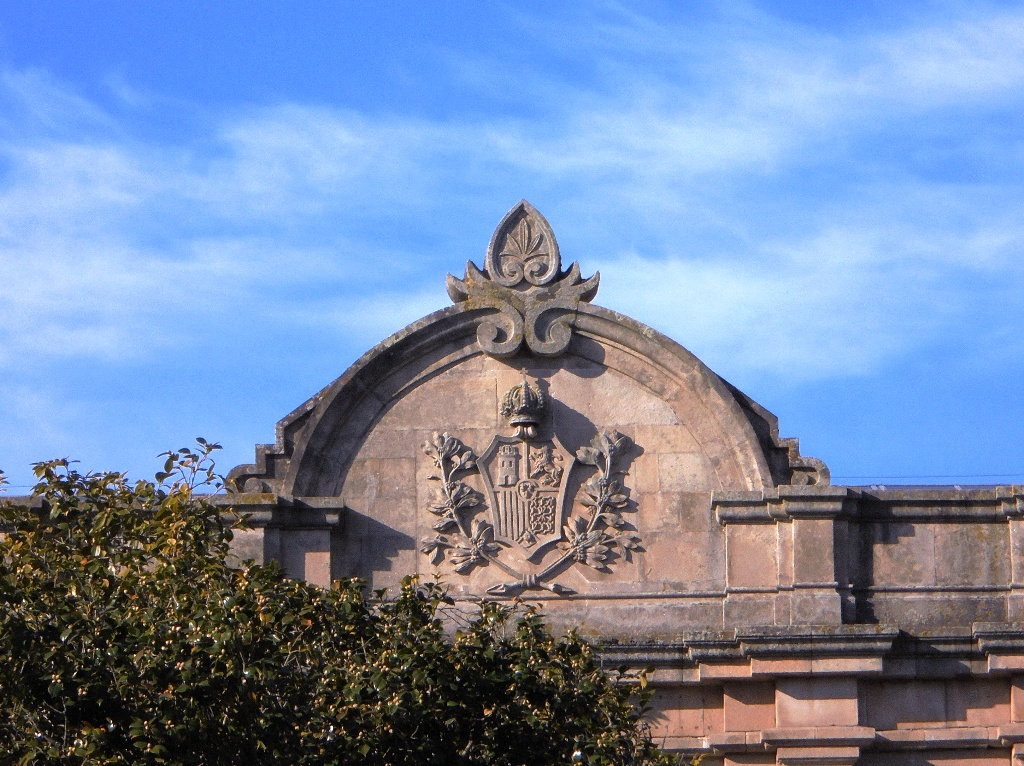
Escudo de armas de España en la parte superior de la fachada.
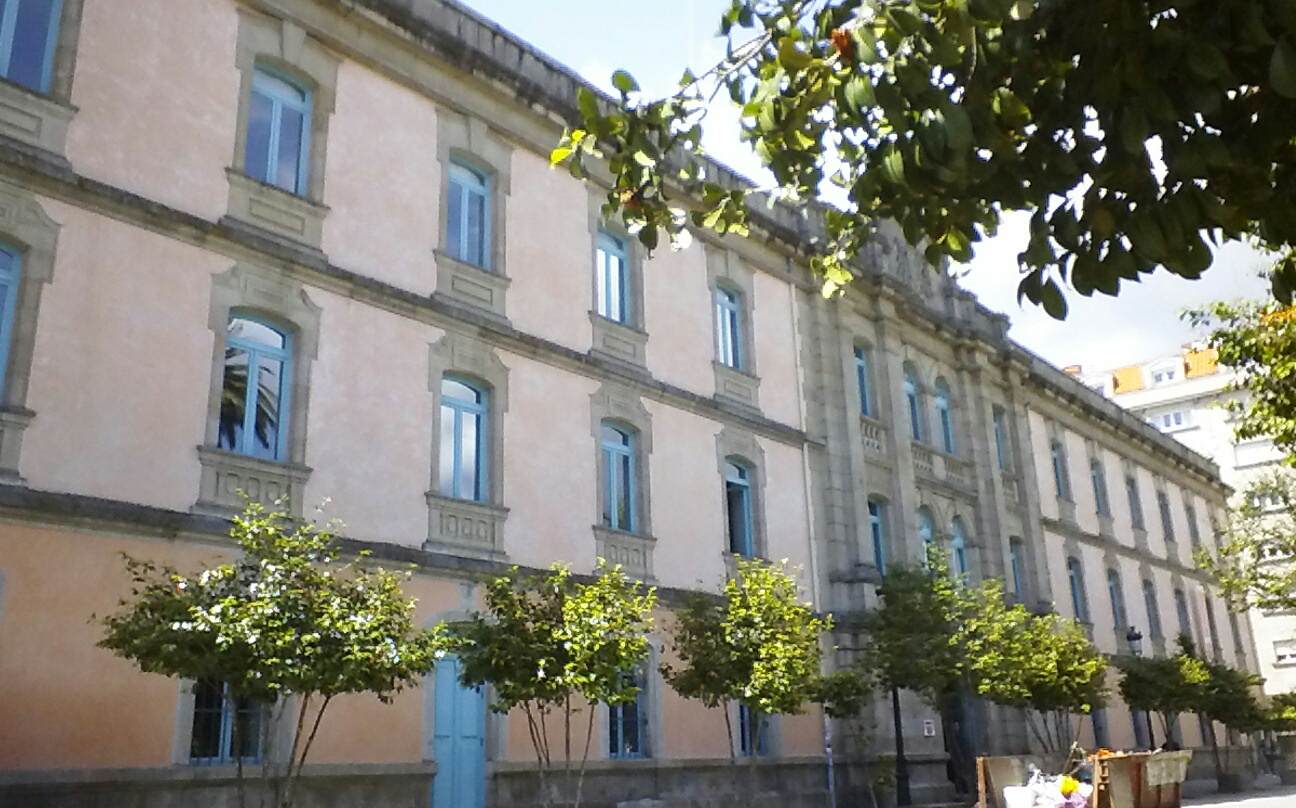
Fachada principal delante de los Jardines del Doctor Marescot
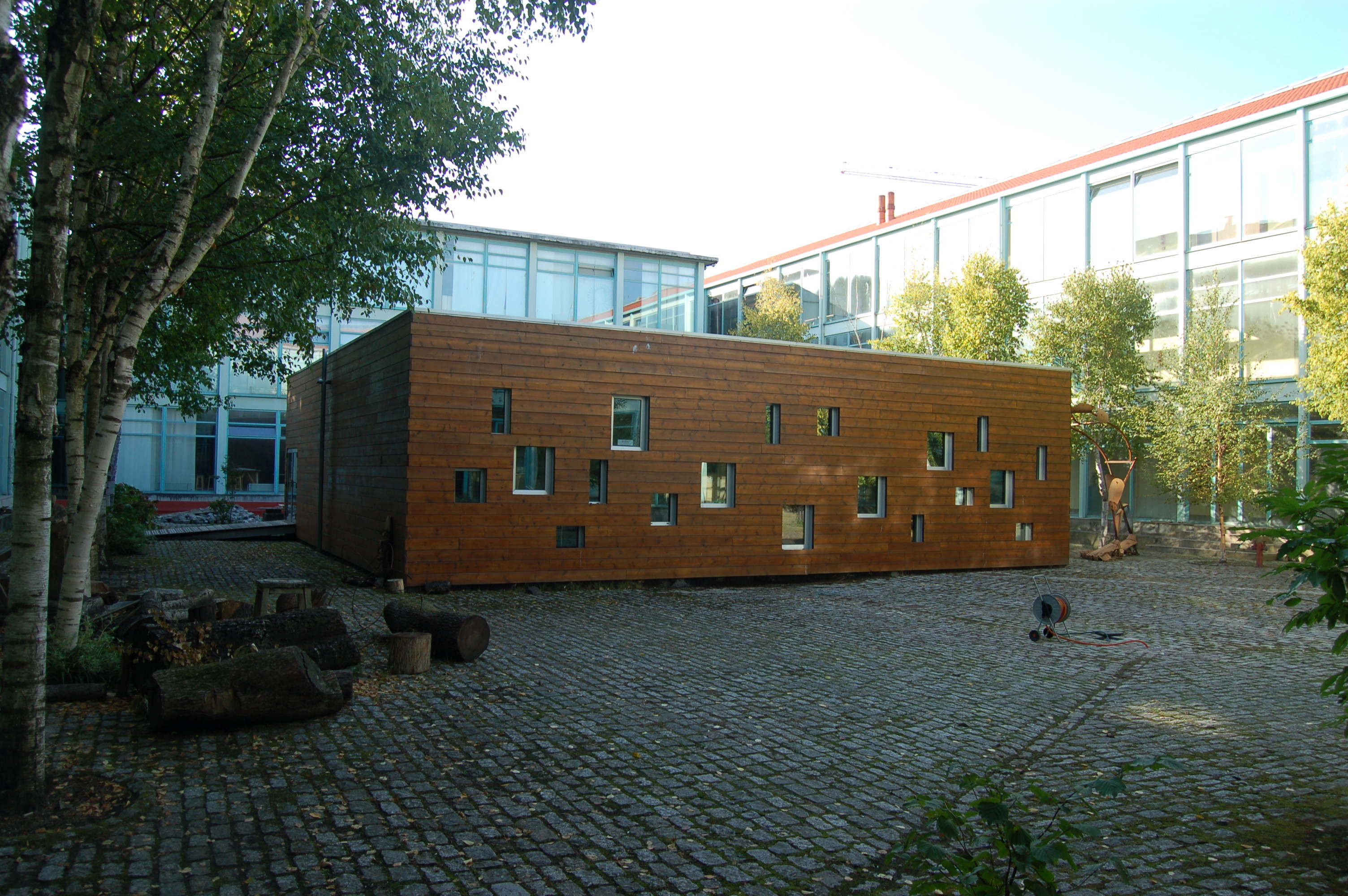
Patio interior